# Perigea perparvula
Perigea perparvula är en fjärilsart som beskrevs av William Schaus 1894. Perigea perparvula ingår i släktet Perigea och familjen nattflyn. Inga underarter finns listade i Catalogue of Life.